# Park Krajobrazovy Dolinki Krakowskie
Park Krajobrazovy Dolinki Krakowskie, nazývaný také Park Krajobrazowy Dolinki Podkrakowskie a česky Chráněná krajinná oblast Dolinki Krakowskie, je krajinný park (chráněná krajinná oblast) ležící severovýchodně od města Krakov, severně od města Krzeszowice a východně od města Trzebinia v Malopolském vojvodství v jižním Polsku. CHKO vznikla v roce 1981.

## Geografie, geologie
Park Krajobrazovy Dolinki Krakowskie se nachází ve vysočině Wyżyna Olkuska, jež je součástí celku Wyżyna Krakowsko-Częstochowską (Krakovsko-čenstochovská jura) patřící do nadcelku Wyżyna Śląsko-Krakowska. Jižní hranice CHKO je u geografického příkopu Rów Krzeszowicki. Je tvořen lesy, četnými vodními toky, sprašemi, vápencovými a krasovými útvary a také na několika místech i vyvřelinami. Vápencové útvary jsou z různých geologických období. Četná jsou členitá údolí orientované severojižním směrem se skalními útesy. Oblast byla také výrazně formovaná zaniklým ledovcem v době ledové.

## Přírodní rezervace v parku
- Rezerwat przyrody Dolina Eliaszówki (Přírodní rezervace Dolina Eliaszówki)
- Rezerwat przyrody Dolina Kluczwody (Přírodní rezervace Dolina Kluczwody)
- Rezerwat przyrody Dolina Racławki (Přírodní rezervace Dolina Racławki)
- Rezerwat przyrody Dolina Szklarki (Přírodní rezervace Dolina Szklarki)
- Rezerwat przyrody Wąwóz Bolechowicki (Přírodní rezervace Wąwóz Bolechowicki)
- v plánu je také založení dalších rezervací

## Další informace
Chráněnou krajinnou oblastí vede středověká historická obranná linie opevnění Orlí hnízda. CHKO je cenná přírodními krásami a je hojně využívána pro rekreaci, turistiku, cyklistiku, horolezectví a speleologii. Východní částí CHKO vede populární turistická trasa Szlak Orlich Gniazd z Krakova do Čenstochové.

## Galerie

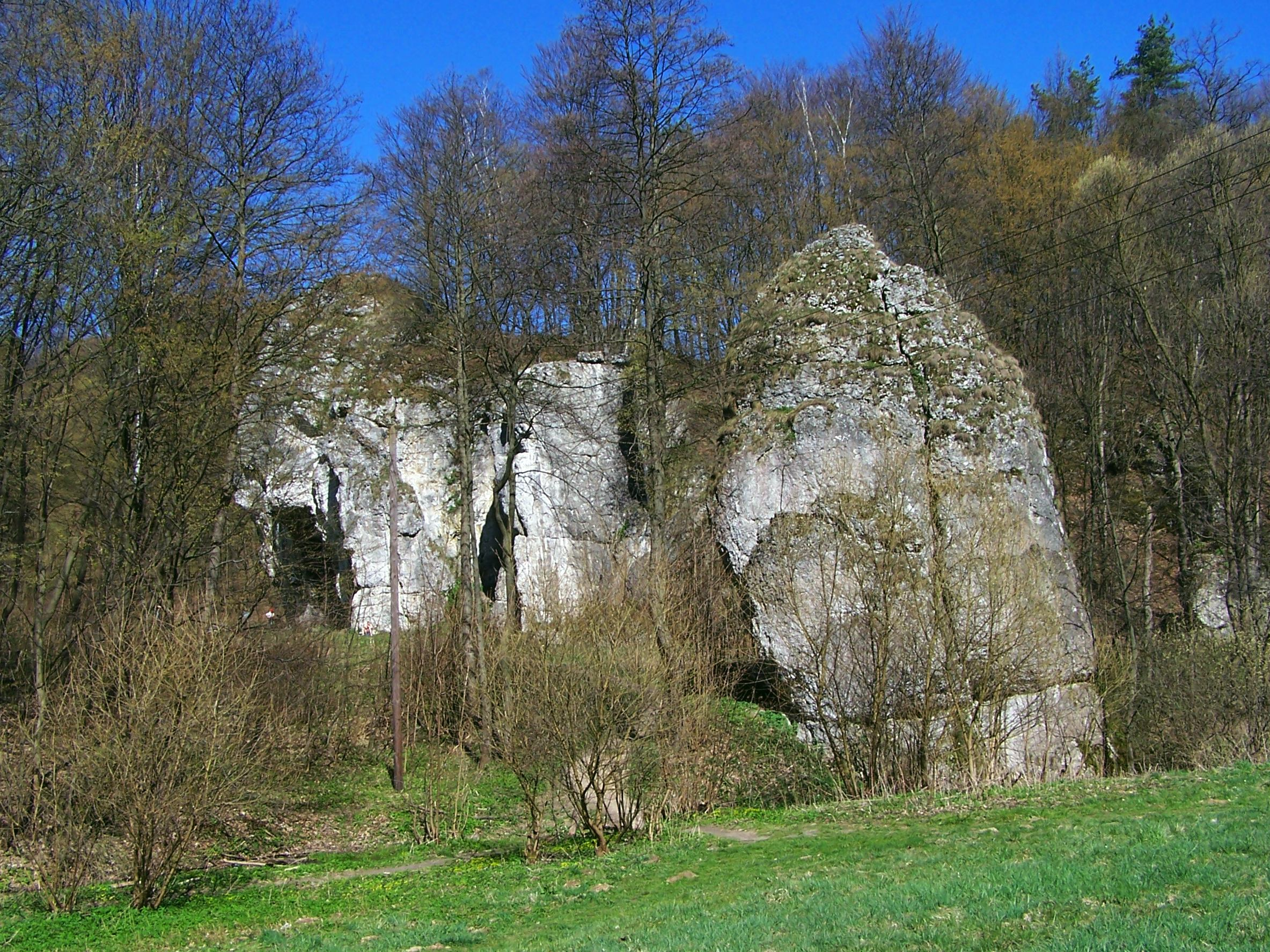
Dolina Będkowska
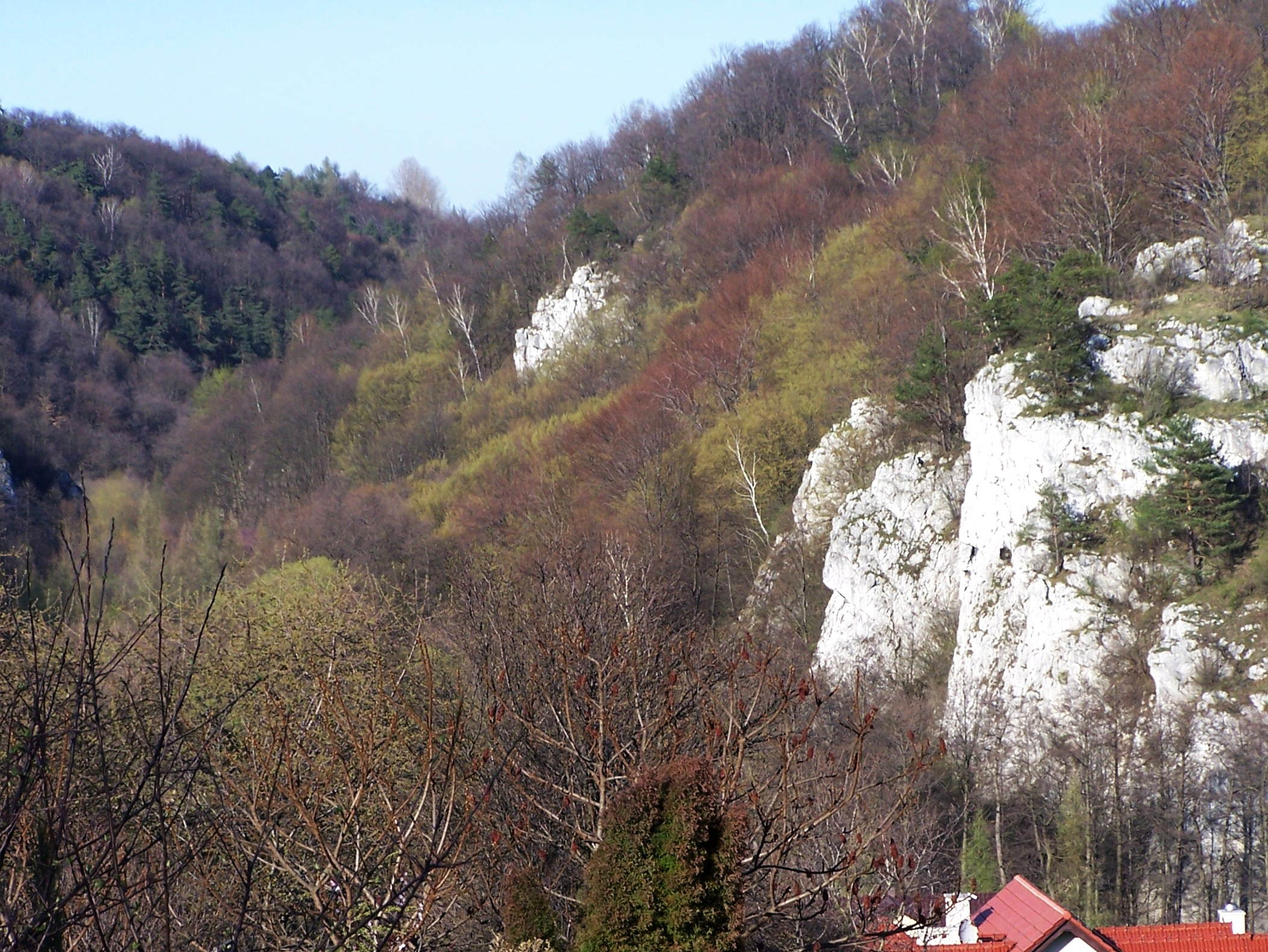
Dolina Kluczwody
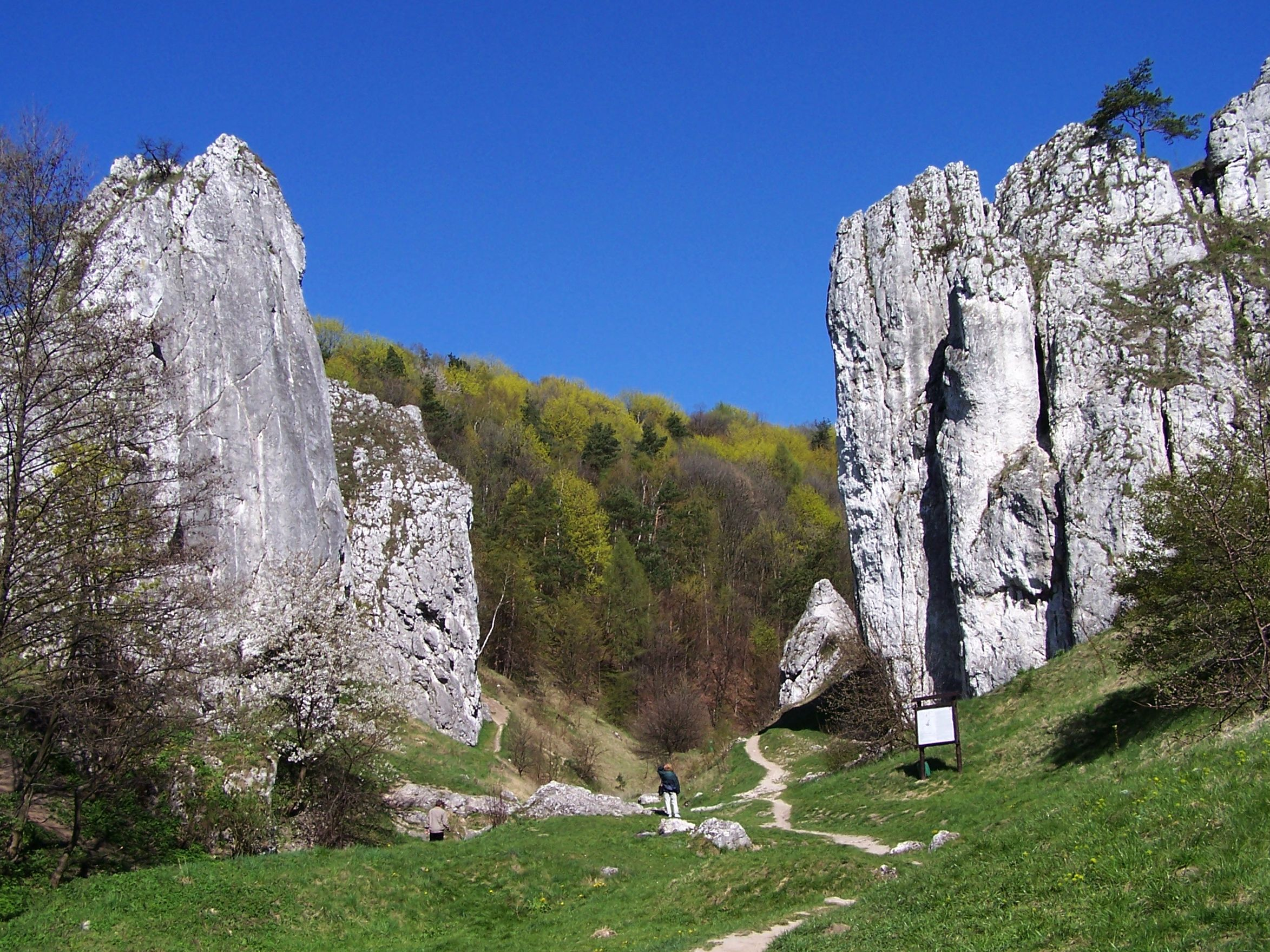
Dolina Bolechowicka
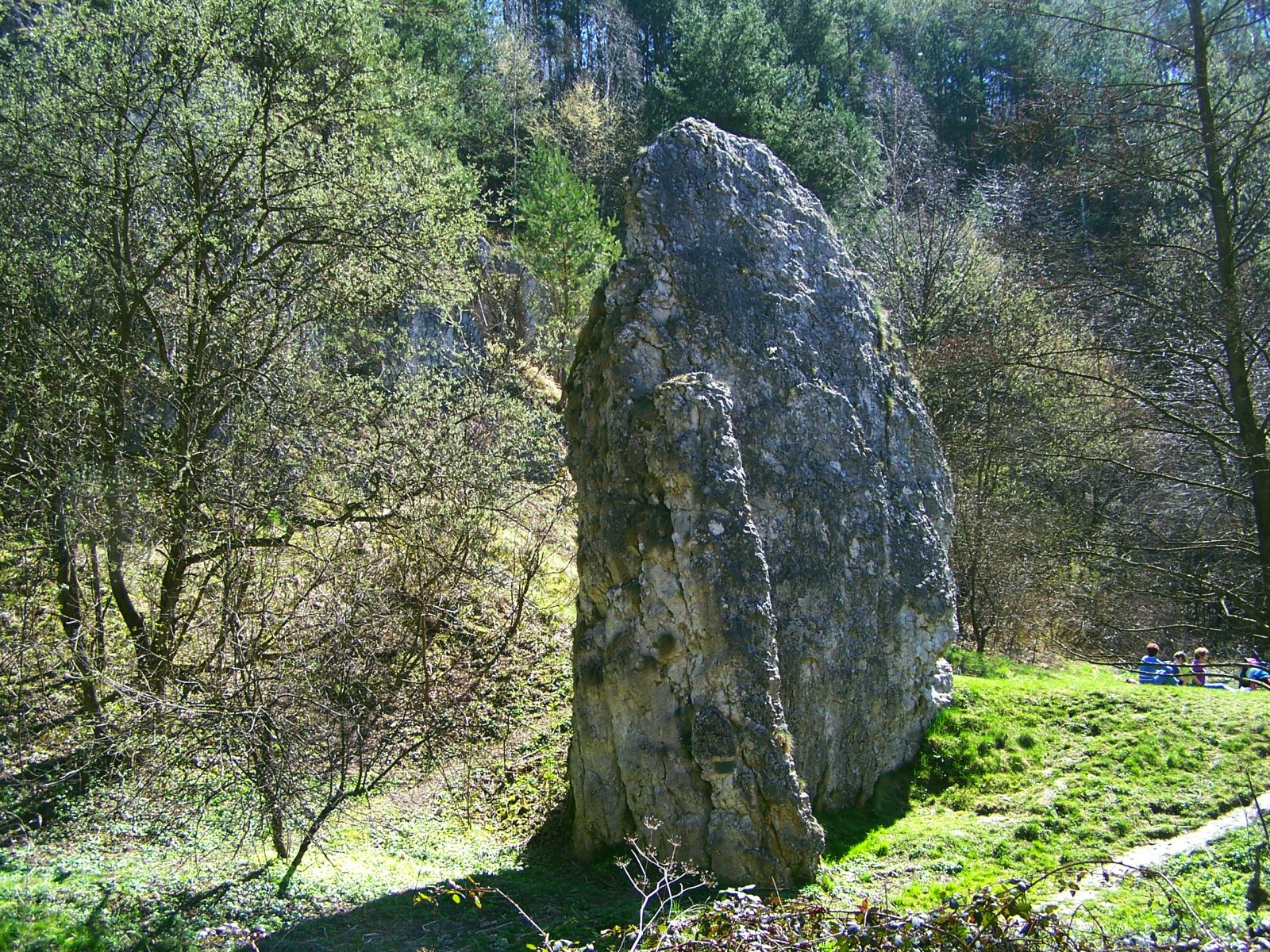
Dolina Kobylańska
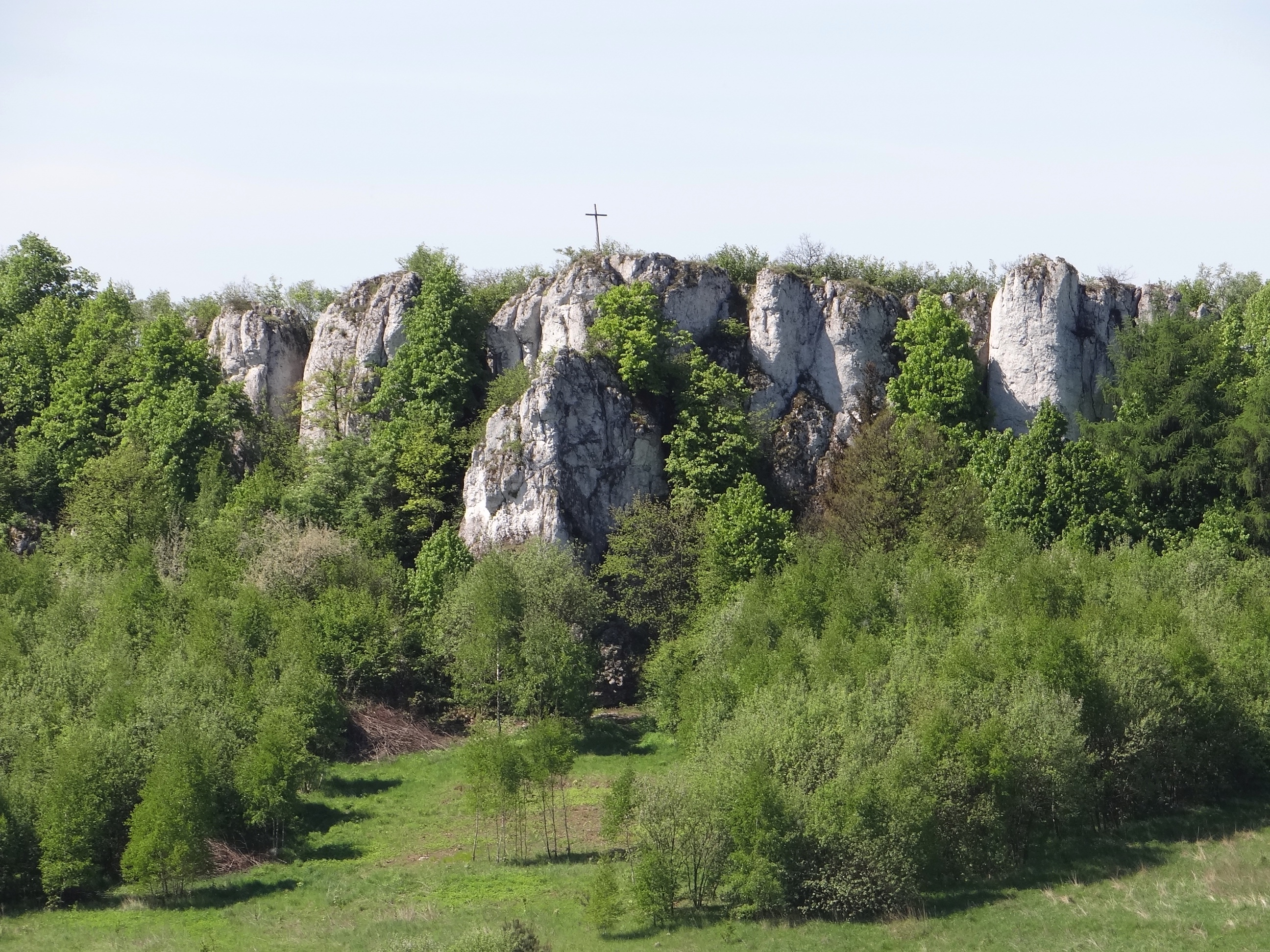
Dolina Szklarki